# Annegret Strauch
Annegret Strauch (1º dicembre 1968) è un'ex canottiera tedesca.

## Palmarès

### Olimpiadi
- 2 medaglie:
  - 1 oro (Seul 1988 nell'otto[1])
  - 1 bronzo (Barcellona 1992 nell'otto[2])

### Mondiali
- 1 medaglia:
  - 1 bronzo (Tasmania 1990 nell'otto[1])